# Чулкова, Анна Фёдоровна
А́нна Фёдоровна Чулко́ва (22 февраля 1934, Тарадеи — 24 апреля 2020, Владивосток) — советский и российский технолог-кондитер Владивостокской кондитерской фабрики, мастер высшего класса кондитерского производства РСФСР, Герой Социалистического Труда и лауреат Государственной премии СССР, почётный гражданин Владивостока.
Автор рецепта и технологии изготовления конфет «Птичье молоко», послуживших образцом для других советских кондитерских предприятий. Кроме того, создала конфеты «Золотой Рог», за которые получила бронзовую медаль ВДНХ, конфеты «Комета», «Метеорит», шоколадно-вафельный торт «Мечта» — всего около ста наименований кондитерских изделий.
Кавалер двух орденов Ленина и ордена Октябрьской Революции. Занесена в Золотую книгу Почёта Министерства пищевой промышленности РСФСР и в книгу Трудовой славы СССР.

## Биография
- 1934 — Родилась в селе Тарадеи Шацкого района (тогда — в Московской, а с 1937 года — в Рязанской области), в большой семье.
- 1940 — В числе 50 семей, переселившихся на Дальний Восток[6], семья Анны приехала во Владивосток.
- 1942 — Пошла в начальную (4-летнюю) школу. Всего окончила 7 классов, то есть получила неполное среднее образование[7].
- 1949 — Анна — ученица на Владивостокской кондитерской фабрике[7]. Со следующего года стала работать упаковщицей, фасовщицей[5].
- 1953 — Анну направили повышать своё мастерство в Москву, на фабрику «Рот Фронт». Там она училась полтора года. Позже неоднократно ездила на повышение квалификации в Ленинград[7].
- 1967 — Специалисты фабрики во главе с мастером розничного цеха Анной Чулковой разработали самую удачную в СССР рецептуру конфет «Птичье молоко» и первыми в стране внедрили механизированную технологию их производства. За успешное выполнение задания Министерства пищевой промышленности СССР Анна Фёдоровна награждена орденом Ленина[4][5][7].
- 1982 — Государственная премия СССР «за большой личный вклад в дело увеличения выпуска и улучшения качества продуктов питания»[8].
- 1986 — Почётное звание Герой Социалистического Труда с вручением ордена Ленина и золотой медали «Серп и Молот».
- 1994 — Завершение трудовой карьеры на фабрике[7].
- 2011 — Звание «Почётный гражданин города Владивостока»[5].
- Скончалась 24 апреля 2020 года во Владивостоке[9][10][11]. Похоронена на Морском кладбище рядом с родными (5 участок).